# Eichberg-Trautenburg
Eichberg-Trautenburg est une ancienne commune autrichienne du district de Leibnitz en Styrie. Le 1er janvier 2015 les communes d'Eichberg-Trautenburg, Glanz an der Weinstraße, Leutschach et Schloßberg fusionnent pour former le bourg de Leutschach an der Weinstraße.